# Maybach 62
De Maybach 62 is een auto van het luxemerk Maybach en is de verlengde versie van de 57. 
De auto is ontstaan uit het Mercedes-Benz Maybach Concept, dat in 1997 gepresenteerd werd op de Tokyo Motor Show. Het productiemodel werd in 2002 gepresenteerd op de autoshow in New York, waarna het model op de markt kwam. De naam 62 verwijst overigens naar de lengte van de auto, die 6,17 (afgerond 6,2) meter is. De 62 is te onderscheiden van de 57 door de reflector aan de zijkant, die verplicht is bij auto's die langer zijn dan 6 meter. Er is ook een sportievere versie van de 62, de 62S. Van de 62S is er een cabriolet waarvan de productie gelimiteerd is, de 62S Landaulet.
In productie:
57 ·
57S ·
62 ·
62S ·
62S Landaulet
Concept:
Exelero
Vroegere modellen:
W1 ·
W3 ·
W5 ·
12 ·
DSH ·
DS7 Zeppelin ·
W6 ·
DS8 Zeppelin ·
W8 DSG ·
SW35 ·
SW38 ·
SW42 ·
JW61